# Armando Sampaio Costa
Armando Sampaio Costa (Maceió, 18 de junho de 1883 — ?, 12 de novembro de 1971) foi um político brasileiro. Filho de Susana Sampaio Costa e Francisco Salustiano da Costa, exerceu o mandato de deputado federal constituinte por Alagoas em 1934. Faleceu no dia 12 de novembro de 1971.

## Carreira
Armando iniciou e concluiu seus estudos do ensino básico em Alagoas, concluindo em 1910. Se mudou para Recife, onde se formou bacharel em direito pela  Faculdade de Direito de Recife, no ano de 1915. Três anos depois, em 1918, começou a trabalhar como escrivão de órfãos e tabelião, permanecendo nesses cargos até 1924.
Entre os anos de 1921 e 1922, participou e liderou no estado de Alagoas a Reação Republicana, movimento que lutava contra a política do café com leite, em que Minas Gerais e São Paulo, se alteravam na presidência do Brasil. Com o apoio de outros estados, lançaram Nilo Peçanha como candidato à presidência e opositor a Arthur Bernardes, que acabou vencendo o pleito em março de 1922. Posteriormente, se ligou à Aliança Liberal, uma negociação política que reunia os opositoras à candidatura de Júlio Prestes. Essa mesma aliança foi responsável por patrocinar a candidatura de Getúlio Vargas à presidência no ano de 1930.
Em 1933 concorreu ao cargo de deputado da Assembleia Nacional Constituinte pelo Partido Nacional de Alagoas. Atuou nos tramites constituintes e teve seu mandato prorrogado até 1935 após a promulgação da Constituição de 1934  e das eleições para presidente. Em 1934 foi eleito deputado federal, cargo que ocupou até o ano de 1937, quando o Estado Novo os órgãos legislativos do Brasil.
No governo de Eurico Dutra (1946-1951), foi Ministro do Tribunal Federal de Recursos em 1947, mais tarde ocupou o cargo de presidente da corte entre os anos de 1952 e 1953 e vice-presidente em 1960, no mesmo ano que deixou o órgão. No âmbito político, também foi Secretário do Interior e secretário-geral de Alagoas, além de advogar nesse contexto. Armando Sampaio Costa também teve outras ocupações ao longo de sua vida. Foi catedrático da Escola Livre de Direito, atuou como advogado em Recife, realizou trabalhos como jornalista em Alagoas no Diário da Manhã e Jornal do Comércio. Também foi membro do conselho consultivo de Carteira e Redescontos do Banco do Brasil, fez parte da comissão consultiva do Instituto do Açúcar e do Álcool ( IAA), como também na Ordem dos Advogados. Consultor jurídico do Ministério da Guerra, inspetor geral do ensino federal e procurador da prefeitura do Distrito Federal foram outros de seus inúmeros cargos e ocupações.